# Arthur Chichester
Arthur Chichester (Pilton, 1563 – Londra, 19 febbraio 1625) è stato un politico inglese. Arthur Chichester, 1º Barone Chichester era noto tra il 1596 e il 1613 come Sir Arthur Chichester, Lord luogotenente d'Irlanda dal 1604 al 1615.

## Primi anni
I genitori di Chichester erano Sir John Chichester e Gertrude Courtenay, figlia di Sir William Courtenay, dei Conti di Devon. Dopo aver frequentato l'Exeter College di Oxford, Chichester guidò la HMS Larke contro la Armada spagnola nel 1588. Nel 1595 accompagnò Sir Francis Drake nella sua ultima spedizione nelle Americhe. Dopo la Guerra anglo-spagnola comandò una compagnia durante il raid del 1596 a Cadice, per cui fu nominato cavaliere.

## Irlanda
La sua carriera in Irlanda cominciò quando Robert Devereux, II conte d'Essex lo nominò Governatore del Carrickfergus nel 1598, dopo la morte di suo fratello Sir John Chichester. John Chichester era caduto durante la Battaglia di Carrickfergus l'anno precedente. Si dice che John Chichester fu decapitato, e che la sua testa fu usata come pallone da calcio dal clan MacDonnell dopo la loro vittoria. James Sorley MacDonnell, comandante del clan nella Battaglia di Carrickfergus, fu avvelenato nel Castello di Dunluce per ordine di Robert Cecil per placare Chichester. Durante la Guerra dei nove anni comandò le truppe della corona a Ulster. Le sue tattiche comprendevano la pratica della terra bruciata. Inoltre circondò le forze degli O'Neill con guarnigioni, affamando efficacemente le truppe del Conte. In una lettera a Cecil egli afferma che "un milione di spade non fanno tanti danni come una carestia invernale". Mentre queste tattiche non furono inizialmente ideate da Chichester, le mise in atto spietatamente, guadagnando lo status di odio tra gli irlandesi.
Dopo la firma del Trattato di Mellifont, succedette a Lord Mountjoy come Lord luogotenente d'Irlanda nel 1604. Un anno dopo si sposò con Lettice Perrot. Era la figlia di John Perrot, un ex vice Lord luogotenente d'Irlanda. Ebbero un figlio l'anno successivo, morto in tenera età.
Il Lord luogotenente Chichester vide il Cattolicesino Irlandese come una grave minaccia per la corona. Supervisionò estese persecuzioni contro i cattolici, e ordinò l'esecuzione di due vescovi. I suoi rapporti con la nobiltà della tradizione cattolica del The Pale, in particolare il litigioso e turbolento 10° Lord Howth, erano pessimi. Nelle faide violente di Howth con le nuove famiglie di coloni inglesi, in particolare con l'Arcivescovo di Dublino e suo figlio, e con il Visconte Moore di Drogheda, Chichester si schierò sempre contro Howth, ma non fu in grado di distruggere completamente la sua influenza, egli continuava ad essere uno dei preferiti di Giacomo I.
Dopo la Fuga dei Conti nel 1607, Chichester fu una figura di primo piano durante la Plantation dell'Ulster. Inizialmente egli pensava che il numero di piantagioni scozzesi sarebbe stato piccolo, con i proprietari terrieri irlandesi nativi che guadagnavano più terra. Tuttavia, dopo una ribellione a Donegal nel 1608, i suoi piani cambiarono e tutti i signori nativi perso la loro terra. La maggior parte della terra fu assegnata a ricchi proprietari terrieri di Inghilterra e Scozia. Tuttavia Chichester promosse con successo una campagna per garantire la terra ai veterani della Guerra dei nove anni, finanziato dalla Livery Company di Londra.

## Ultimi anni
Chichester fu determinante nella fondazione e nell'espansione di Belfast, ora capitale dell'Irlanda del Nord capitale. Nel 1611 fece costruire un castello sul sito in cui all'inizio del dodicesimo secolo si trovava un motte e bailey della Dinastia Normanna. Nel 1613 gli venne dato il titolo di Barone Chichester di Belfast. Nel 1614 la malattia lo portò al ritiro. Negli ultimi anni fece costruire un palazzo a Carrickfergus e servì come ambasciatore dell'Impero asburgico.
Morì di pleurite a Londra nel 1625. Fu sepolto sette mesi più tardi nella Chiesa di San Nicola, a Carrickfergus. La baronia di Chichester si estinse alla sua morte, ma fu ripristinata lo stesso anno in favore di suo fratello minore Edward. Il figlio di Edward fu chiamati anch'egli Arthur Chichester e fu il primo Conte di Donegall. L'influenza della famiglia a Belfast è ancora evidente. Diverse strade portano il loro nome, tra cui Donegall Place, sede della Belfast City Hall e l'adiacente Chichester Street.